# 葛恩元
葛恩元，清朝政治人物。
光緒三十二年十一月，接替顧元亨。擔任江蘇荆溪縣知縣。后由嚴庚辛接任。